# The Pinks
The Pinks var ett svenskt popband grundat i Degerfors 1984. Det bestod av sex unga pojkar och var ett tidigt svenskt pojkband.

## Historik
The Pinks bildades 1983. De ställde upp i flera talangjakter bl.a i Arboga och i Örebro och i båda gick de till final. På Skara Sommarland, Talangjakt 1984, kom de trea, men Bert Karlsson och Torgny Söderberg erbjöd dem ändå skivkontrakt.
Gruppens första självbetitlade album släpptes 1984, med bland annat låtar som "Spelar ingen roll", "Lita på mej", "Linda", "Helena och jag" (cover på Isterbands låt Johan och jag) och en inspelning av Ted Gärdestads "Jag vill ha en egen måne". Mikael Mattsson och Mikael Wendt var studiomusiker på albumet; dessa två spelade synth och gitarr.
När Lotta Engberg deltog i Melodifestivalen 1987 med melodin Fyra Bugg & en Coca Cola, hade låten ursprungligen varit avsedd för The Pinks, som dock ansågs vara för unga för Melodifestivalen.
Gruppen återförenades tillfälligt 1995 samt i mars 2016 vid välgörenhetsgalan "Degerfors hjälper".
Robert Andersson blev senare fotograf på tidningen Expressen, och hans bror Jimmy spelade under 1996 och 1997 fotboll för Degerfors IF i Allsvenskan.

## Medlemmar
- Robert Andersson Krohn – sång (1984–1986)
- Peter Bergström – gitarr och bakgrundssång (1984–1986)
- Örjan Karlsson – elbas (1984–1986)
- Niklas Åkesson – klaviatur och bakgrundssång (1984–1986)
- Mattias Skaghammar – trummor och bakgrundssång (1984–1986)
- Jimmy Andersson – rytminstrument och bakgrundssång (1984–1986)

## Diskografi
| Studioalbum - 1984 – Linda, Linda - 1985 – Superman - 1986 – Wayo! Samlingsalbum - 1995 – The Pinks - 2000 – Greatest Hits | Singlar - 1984 – "Spelar ingen roll" - 1985 – "Det är sommar" |